# Gâscă mică indiană
Gâsca mică indiană (Nettapus coromandelianus) este o specie de pasăre anseriformă din familia Anatidae, originară din sud-estul Asiei și nordul Australiei. Este printre cele mai mici păsări acvatice⁠(d) din lume și se găsește în corpuri de apă mici sau mari, cu vegetație acvatică bogată. Se întâlnește de obicei în perechi sau în grupuri mai mari de perechi, cuibărind în copaci în apropierea apei. Sunt zburătoare puternice și se știe că se dispersează mult, mai ales iarna. Sezonul de reproducere⁠(d) coincide cu ploile.

## Taxonomie
Gâsca mică indiană a fost descrisă oficial în 1789 de ppnaturalist]]ul german Johann Friedrich Gmelin în ediția revizuită și extinsă a Systema Naturae a lui Carl Linnaeus. El a plasat-o alături de rațele, lebedele și gâștele din genul Anas și a inventat numele binomial Anas coromandeliana. Gmelin și-a bazat descrierea pe "La Sarcelle de Coromandel", care fusese descrisă în 1783 de polimatul francez Georges-Louis Leclerc, conte de Buffon, în Histoire Naturelle des Oiseaux. Planșe în culori manuale au fost publicate separat.
Gâsca mică indiană este în prezent una dintre cele trei specii plasate în genul Nettapus, care a fost introdus în 1836 de naturalistul german Johann Friedrich von Brandt. Denumirea genului provine din greaca veche nētta care înseamnă „rață” și pous care înseamnă „picior”. Membrii genului sunt dimorfici din punct de vedere sexual, gâsca mică indiană fiind singura specie la care există o diferență marcată în penajul de non-reproducere al masculilor.
Sunt recunoscute două subspecii. Forma nominalizată se găsește în India, Asia, extinzându-se spre est până în Noua Guinee. Populația din estul Australiei este plasată în subspecia albipennis (descrisă pentru prima dată de John Gould în 1842). Este puțin mai mare în dimensiuni.

## Galerie

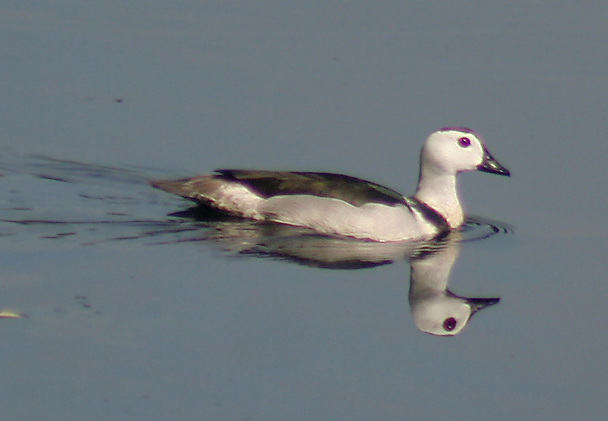
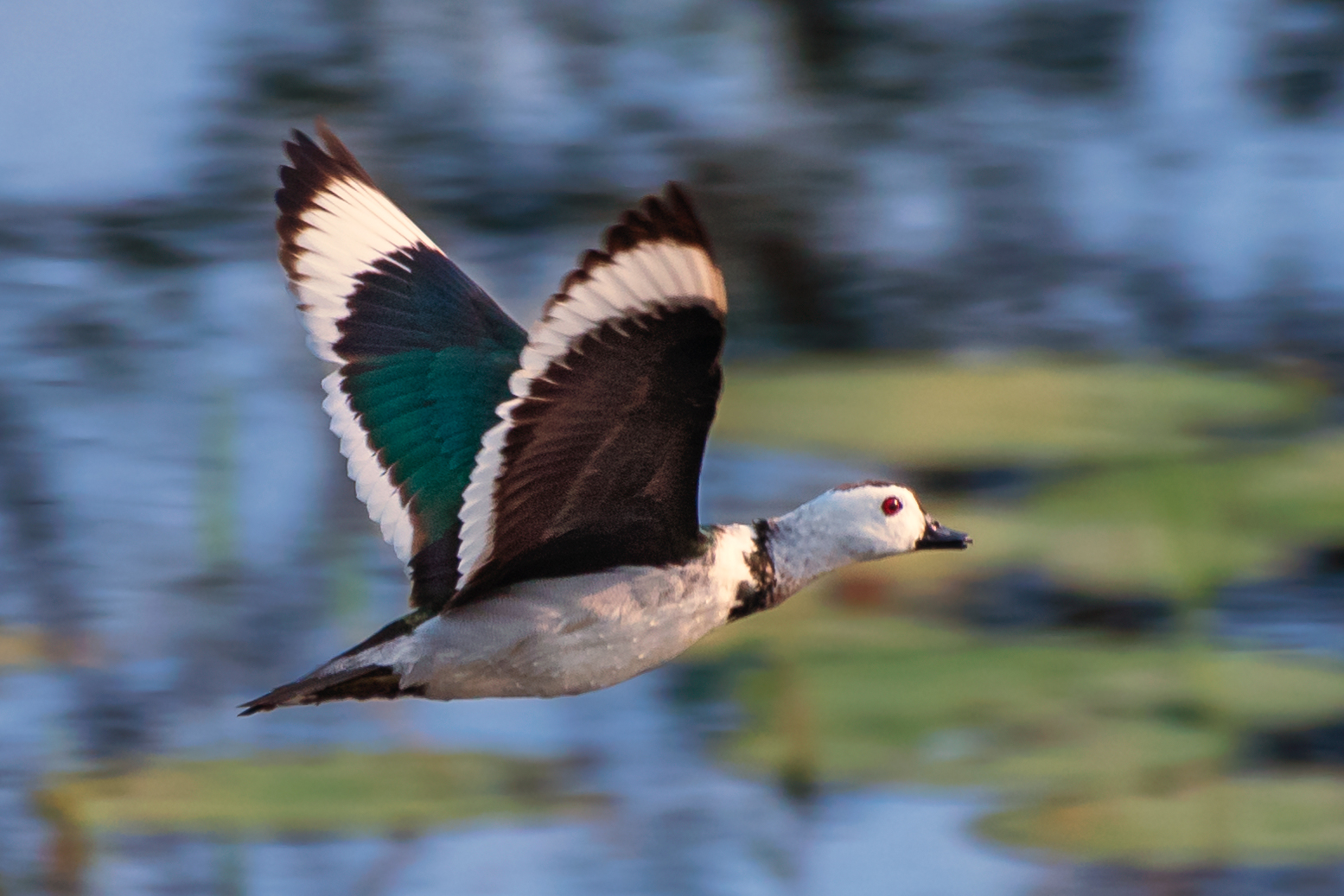
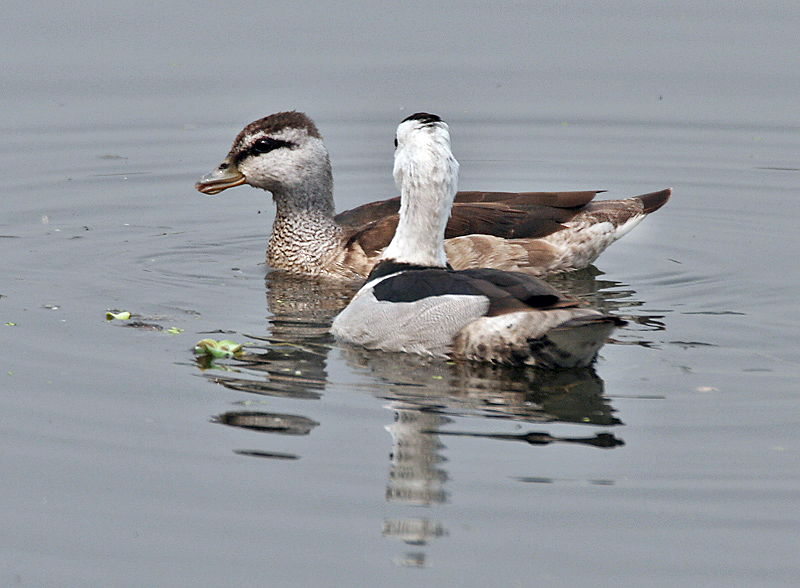
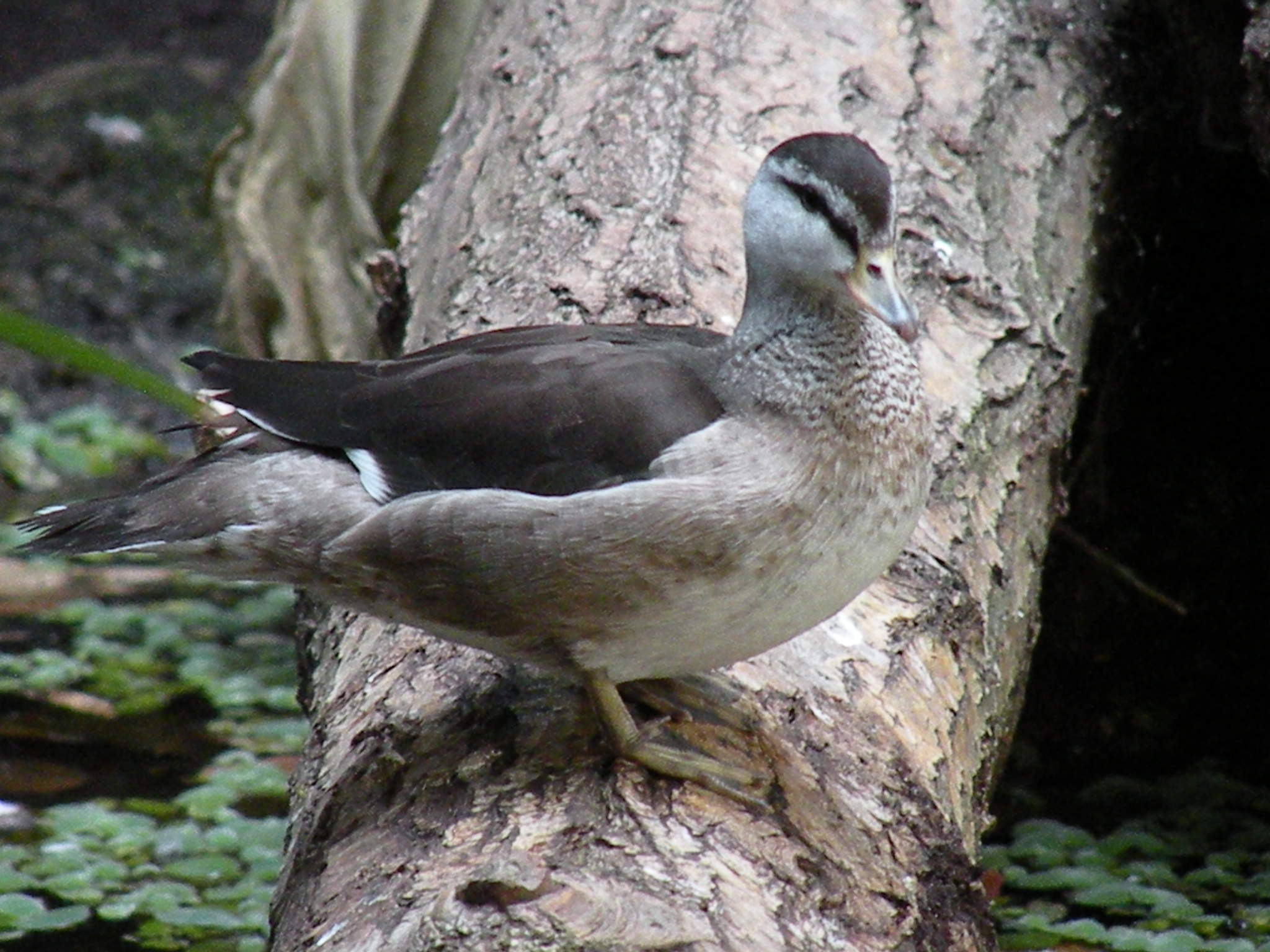